# Асаф Голл (молодший)
Асаф Голл (англ. Asaph Hall; 6 жовтня 1859 — 12 січня 1930) — американський астроном. Син Асафа Голла, який відкрив супутники Марса.

## Біографія
Асаф Голл народився 6 жовтня 1859 року в Кембриджі. Він був сином астронома Асафа Голла і математика Анджеліни Стікні Голл. Він виріс у Вашингтоні, округ Колумбія, де його батько працював у Військово-морській обсерваторії Сполучених Штатів. Він навчався в Колумбійському коледжі в окрузі Колумбія (нині Університет Джорджа Вашингтона), а потім у Гарвардському університеті, де в 1882 році здобув ступінь бакалавра.
Після закінчення інституту Гоол став асистентом у військово-морській обсерваторії. У 1885 році він вступив до Єльського університету аспірантом і асистентом у Єльську обсерваторію. Через велику різницю між вимірюванням маси Сатурна його батьком у військово-морській обсерваторії та вимірюванням маси Фрідріха Бесселя в Німеччині, Голл використовував Єльський геліометр для визначення маси Сатурна, використовуючи орбіту Титана. Його результати були підтверджені поправкою Бесселя. Він здобув ступінь доктора філософії в 1889 році.

## Подальша кар'єра
Здобувши докторський ступінь у Єльському університеті, Голл повернувся до військово-морської обсерваторії помічником астронома. У 1892 році він вступив до Мічиганського університету в Анн-Арбор як професор астрономії та директор Детройтської обсерваторії. Там він відновив меридіанне коло і використовував його для визначення постійної аберації.
У 1897 році він одружився з Мері Естеллі Кокрелл. У них було дві дочки, Мері і Кетрін.
У 1905 році він повернувся у військово-морську обсерваторію, а в 1908 році став професором математики у званні командувача Військово-морським флотом. Там він працював на орбітах планетарних супутників за допомогою 26-дюймового (66-сантиметрового) телескопа, великого рефрактора відкриттів свого батька. Він вийшов на пенсію в 1929 році і помер наступного року. Він похований на Арлінгтонському національному кладовищі. Його кар'єра використовується як приклад у дослідженні Джона Ланкфорда соціології астрономії.